# Первомаевское сельское поселение
Се́льское поселе́ние «Первомаевское» (бур. Первомаевскын hомон) — муниципальное образование в Заиграевском районе Бурятии Российской Федерации.
Административный центр — село Первомаевка.

## История
Статус и границы сельского поселения установлены Законом Республики Бурятия от 31 декабря 2004 года № 985-III «Об установлении границ, образовании и наделении статусом муниципальных образований в Республике Бурятия».

## Население
| 2002  | 2011  | 2012  | 2013  | 2014  | 2015  | 2016  |
| ----- | ----- | ----- | ----- | ----- | ----- | ----- |
| 1850  | ↘1246 | ↘1221 | ↘1178 | ↘1169 | ↘1133 | ↘1127 |
| 2017  | 2018  | 2019  | 2020  | 2021  | 2023  | 2024  |
| ↘1121 | ↘1099 | ↗1101 | ↘1074 | ↘1060 | ↘1027 | ↘1003 |

## Состав сельского поселения
| № | Населённый пункт | Тип населённого пункта       | Население |
| - | ---------------- | ---------------------------- | --------- |
| 1 | Первомаевка      | село, административный центр | ↗807      |
| 2 | Петропавловка    | село                         | ↘65       |
| 3 | Хара-Шибирь      | улус                         | ↗175      |
| 4 | Шулута           | улус                         | ↘186      |